# Effets à long terme du cannabis
Pour un article plus général, voir Effets du cannabis sur la santé.

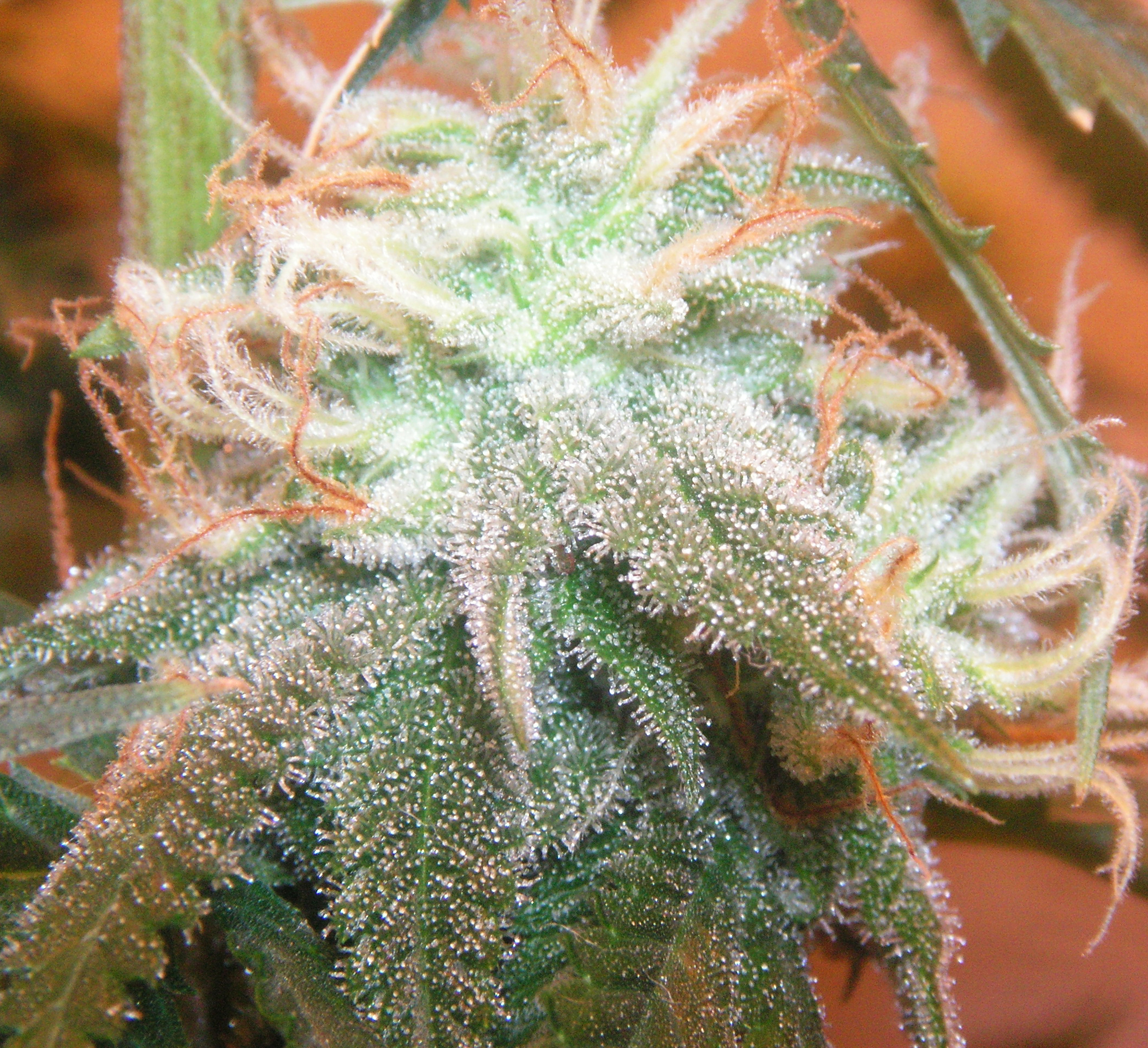
Fleur de cannabis avec les trichomes visibles.

Les effets à long terme du cannabis, en particulier sur la santé mentale, ont été longtemps sujet de débats. En 2019, il est établi que fumer du cannabis augmente très significativement le risque de psychose et de troubles mentaux si la consommation est faite avant quinze ans, ou de façon très régulière, ou d'un cannabis d'une teneur de plus de 10 % de THC,.
La consommation affecte notamment négativement l'attention, la mémoire et l'intelligence. Plus la consommation de cannabis est précoce plus les effets délétères sont importants. Un lien possible entre psychose et cannabis a été longtemps débattu. Des preuves médicales récentes montrent que l'utilisation de cannabis, en particulier chez les adolescents, entraîne une tendance plus élevée à des problèmes de santé mentale (psychose, schizophrénie, dépression, anxiété).
La consommation du cannabis à long terme entraîne de nombreux effets sur différents organes. Des modifications dans le cerveau en particulier de l'hippocampe ont été mesurées. La consommation du cannabis provoque une diminution des capacités sportives, une augmentation de la pression artérielle et de la fréquence cardiaque.
Une influence positive ou négative sur le cancer n'a pas été démontrée généralement. Une faible augmentation du risque du cancer des testicules est suggérée par certaines études ainsi qu'une accélération de la croissance des tumeurs dans les cancers de la tête et du cou provoquées par le papillomavirus. 
La consommation chronique de marijuana par inhalation de sa fumée est associée à la toux, à la production d'expectorations, à la respiration sifflante et à d'autres symptômes de la bronchite chronique sans que cela cause des anomalies significatives de la fonction pulmonaire. Les risques de cancer du poumon seraient similaires aux fumeurs de tabac.
La consommation de marijuana durant la gestation est associée à des troubles de la croissance du fœtus, des fausses couches et des déficits cognitifs chez le nouveau-né ainsi qu'un risque accru d'autisme.
La dépendance au cannabis serait comparativement aux autres drogues moins importante : 9 % des consommateurs seraient dépendants,.

## Mémoire et intelligence
Il a été démontré que l'intoxication aiguë au cannabis affecte négativement l'attention, la capacité de la tâche psychomotrice et la mémoire à court terme. En 2016, un examen a révélé que la consommation chronique de cannabis pendant l'adolescence, un moment où le cerveau est encore en développement, a été corrélée à long terme avec un faible QI et des déficits cognitifs chroniques, mais il n'était pas clair si l'usage chronique causait des problèmes ou si « les personnes dont le fonctionnement cognitif est moins bon peuvent être plus vulnérables à l'usage et à l'abus de cannabis ». En 2013, un examen publie des résultats similaires.
La consommation de cannabis est délétère sur les compétences de conduite automobile et mène à une augmentation du risque d'accident.

## Dépendance
Le cannabis est la drogue illicite la plus largement utilisée dans le monde occidental, et aux États-Unis, de 10 à 20 % des personnes qui consomment quotidiennement du cannabis deviennent dépendantes. Le trouble de l'usage de cannabis est défini dans la cinquième révision du Manuel Diagnostique et Statistique des Troubles Mentaux (DSM-5) comme une condition nécessitant un traitement. Un examen de 2012 de l'usage de cannabis et la dépendance aux États-Unis par Danovitch et al. a déclaré que pour les États-Unis, « 42 % des personnes de plus de 12 ans ont consommé du cannabis au moins une fois dans leur vie, 11,5 % en ont utilisé au cours de la dernière année et 1,8 % ont rempli les critères de diagnostic de l'abus de cannabis ou de dépendance au cours de la dernière année. Parmi les personnes qui ont déjà consommé du cannabis, à condition de dépendance (la proportion de ceux qui vont développer une dépendance) est de 9 %. » Bien qu'aucun médicament ne soit connu pour être efficace dans la lutte contre la dépendance, les combinaisons de la psychothérapie, comme la thérapie cognitivo-comportementale et la thérapie d'amélioration motivationnelle ont obtenu un certain succès.
La dépendance au cannabis se développe pour 9 % des utilisateurs, nettement inférieure à celle de l'héroïne, de la cocaïne, de l'alcool, et prescrit des anxiolytiques, mais légèrement plus élevée que pour la psilocybine, la mescaline, ou le LSD. La dépendance au cannabis tend à être moins sévère que celle observée avec la cocaïne, les opiacés et l'alcool.

## Santé mentale
Historiquement, le lien possible entre psychose et cannabis a été longtemps débattu. Des preuves médicales depuis 2015 suggèrent fortement que l'utilisation à long terme de cannabis par les gens qui commencent à l'utiliser à un âge précoce affiche une tendance plus élevée à des problèmes de santé mentale et d'autres troubles physiques et du développement, bien que le lien de causalité ne soit pas encore définitivement établi. Ces risques semblent être plus aiguës chez les adolescents mais existent également chez les adultes avec une atteinte au niveau du système nerveux central et du système nerveux périphérique.
La consommation de cannabis entraîne des modifications au niveau des synapses et des transmissions nerveuses. Deux grandes pathologies psychiatriques sont liées au cannabis : le syndrome amotivationnel, c'est-à-dire une absence totale de motivation et des tableaux psychiques très graves qui comportent des psychoses aiguës avec une installation pour certains d’entre eux de troubles bipolaires.
Il a été démontré que le cannabis augmente le risque de psychose et de schizophrénie.
Les données à l'appui des effets bénéfiques de la consommation de cannabis dans les populations souffrant de troubles psychiatriques sont limitées et les méfaits potentiels chez les patients souffrant de troubles psychotiques et d'humeur sont de plus en plus documentés.

### Psychose

#### Psychose chronique
Les études démontrent l'existence d'une relation dose-réponse entre la consommation de cannabis et le développement de psychoses. L'apparition de psychoses est déterminé par l'interaction de causes multiples, dont des vulnérabilités, avec des « facteurs déclenchant ». Ces données complexes sont souvent mal comprises par le grand public.
Un lien entre la consommation de cannabis et l'augmentation du risque de développement de troubles psychotiques est démontré.
Le cannabidiol (CBD) pourrait avoir des propriétés antipsychotiques et neuroprotectrices, agissant comme un antagoniste de certains des effets du THC. Les études examinant cet effet ont utilisé des ratios élevés de CBD au THC, et on ne sait pas dans quelle mesure ces études de laboratoire se traduisent par les types de cannabis utilisés par les utilisateurs de la vie réelle. La recherche a montré que le CBD pourrait prévenir la psychose en général.
En 2019, il est établi que fumer du cannabis augmente très significativement le risque de psychose.

#### Schizophrénie
Il existe des preuves substantielles d'une association statistique entre la consommation de cannabis et le développement de la schizophrénie ou d'autres psychoses, avec le risque le plus élevé chez les utilisateurs les plus fréquents. 
La consommation de cannabis à l'adolescence ou plus tôt est corrélée au développement de troubles schizo-affectifs à l'âge adulte, bien que la proportion de ces cas soit faible. La susceptibilité est le plus souvent trouvée chez les utilisateurs avec au moins une copie du gène polymorphe COMT.
La consommation de cannabis exacerbe les symptômes chez les personnes atteintes de schizophrénie et les personnes schizophréniques tendent à consommer plus de cannabis.
Le consensus en 2019 est que l'usage de cannabis est associé à un risque accru de schizophrénie,,. Certaines études suggèrent un lien de causalité direct et appellent à informer le public en conséquence. Une étude publiée en 2023 confirme que les jeunes hommes ayant une grave dépendance au cannabis courent un risque accru de développer une schizophrénie. Cette étude danoise portant sur 7 millions de personnes et 50 ans de données évalue que 30 % des cas de schizophrénie chez les jeunes hommes ont été déclenchés par une forte consommation de cannabis.

#### Psychose aiguë
Bien qu'il y ait eu une association entre les cas de psychose aiguë et la consommation de cannabis à long terme, la nature précise de la relation est controversée ; les preuves suggèrent que la consommation de cannabis peut aggraver les symptômes psychotiques et augmenter le risque de rechute.

#### Facteurs de risques
Plusieurs facteurs sont liés à une augmentation significative du risque de développer une psychose.

##### Âge du consommateur
Si la consommation de cannabis débute avant 15 ans, le risque de psychose ultérieur double.

##### Fréquence de consommation
Dès qu'une personne fume 1 fois par semaine, elle double son risque de développer une schizophrénie. Lorsque du cannabis est consommé plusieurs fois par semaine, le risque de développer une schizophrénie est quadruplé ou quintuplé.

##### Teneur en THC
Une forte teneur en THC, c'est-à-dire supérieure à 10 %, augmente considérablement le risque de développer une schizophrénie.
Le taux de THC mesuré dans le cannabis saisis par les douanes a beaucoup augmenté entre les années 1970 et 2020. Le taux moyen de THC est passé de 1 % en 1970 et 2 % en 1980 à entre 16 et 26 % en 2019.

##### Risques cumulatifs
Un adolescent de moins de 15 ans fumant plusieurs fois par semaine du cannabis à haute teneur de THC, verra son risque de développer une schizophrénie multiplié plusieurs dizaines de fois.

### Dépression
Moins d'attention a été accordée à l'association entre la consommation de cannabis et la dépression, bien que selon le Centre national australien de recherche sur l'alcool et les drogues, les usagers de cannabis souffrant de dépression sont moins susceptibles d'avoir accès au traitement que les psychotiques.
Les adolescents qui consomment du cannabis ne présentent aucune différence dans l'incidence du trouble dépressif majeur (TDM) par rapport à la population générale, mais une association existe entre une exposition précoce associée à une utilisation continue dans la vie adulte et une incidence accrue de TDM à l'âge adulte. Parmi les consommateurs de cannabis de tous âges, il existe un risque accru de développer une dépression, les gros utilisateurs semblant présenter un risque plus élevé.

### Anxiété
En 2014, une méta-analyse a révélé une association entre l'usage de cannabis et l'anxiété.

### Dépersonnalisation/déréalisation
L'usage de cannabis peut déclencher l'apparition d'attaques de panique et la dépersonnalisation/déréalisation simultanément.

### Symptômes de manie
Parmi ceux qui ont déjà été diagnostiqués avec un trouble bipolaire, le cannabis peut aggraver l'apparition des symptômes de manie.

### Comportement suicidaire
Des adolescents consommateurs de cannabis ne montrent pas de différence par rapport à leurs pairs dans les pensées suicidaires ou de tentatives de suicide, mais ceux qui continuent à utiliser du cannabis dans la vie adulte présentent une augmentation de l'incidence des deux, bien que de multiples autres facteurs sont également impliqués.
Dans la population générale, une association faible (indirecte) semble exister entre le comportement suicidaire et la consommation de cannabis chez les usagers psychotiques et non psychotiques, bien qu'il ne soit pas clair si la consommation régulière de cannabis augmente le risque de suicide. La consommation de cannabis est un facteur de risque de suicidabilité, mais les tentatives de suicide sont caractérisées par de nombreux facteurs de risque supplémentaires, notamment les troubles de l'humeur, le stress, les problèmes personnels et un faible soutien.

### Syndrome amotivationnel, échec scolaire
La consommation régulière de cannabis entraîne souvent un risque majeur d'échec scolaire ou professionnel. Les personnes ayant commencé à fumer du cannabis à 16 ans ou plus tôt voient leurs chances de faire des études supérieures réduites.

## Santé physique
En 2013, un article de revue a dit que l'exposition à la marijuana a été « associée à des maladies du foie (surtout avec les co-existant de l'hépatite C), les poumons, le cœur et le système vasculaire ». Les auteurs ont mis en garde que « la preuve est nécessaire, et plus de recherches doivent être considérés, pour prouver la causalité des associations de la marijuana avec de nombreux problèmes de santé physique ».

### Cerveau
Des études d'imagerie suggèrent que l'exposition à long terme ne provoque pas une baisse de la substance blanche ou de volume de la matière grise, mais peut conduire à des réductions de volume de l'hippocampe. Les variations dans les méthodes utilisées prêtent une certaine incertitude à cette conclusion.
En mars 2012, une équipe française a découvert que le cannabis était un facteur causal dans les accidents vasculaires cérébraux chez des jeunes.
Une étude de 2014 a trouvé qu'une consommation même occasionnelle chez les 18-25 ans entraînait des modifications des zones du cerveau associées avec les émotions et la motivation.

### Cœur et vaisseaux
La consommation de cannabis multiplierait par cinq le risque d'infarctus du myocarde. Elle augmente également le risque d'accident vasculaire cérébral ainsi que la mortalité d'origine cardio-vasculaire.
Les effets aigus de la consommation de marijuana chez les humains comprennent une augmentation dose-dépendance de la fréquence cardiaque, généralement accompagnée par une légère augmentation de la pression artérielle en position couchée et une hypotension orthostatique — une chute de la pression artérielle en position debout. Ces effets peuvent varier en fonction de la concentration relative des différents cannabinoïdes qui peuvent affecter la fonction cardio-vasculaire, tels que le cannabigerol. 
Fumer de la marijuana, diminue la tolérance à l'exercice
L'utilisation de la marijuana pour les personnes atteintes d'une maladie cardiovasculaire constitue un risque pour la santé, car il peut entraîner une augmentation du travail cardiaque, augmentation du taux de catécholamines, des troubles de l'oxygène dans le sang, de la capacité de transport en raison de la production de la carboxyhémoglobine.

### Cancer
Une revue[Laquelle ?] de 2012 examinant la relation entre le cancer et le cannabis a trouvé peu de preuves directes que les cannabinoïdes trouvés dans le cannabis, y compris le THC, sont cancérigènes. Les cannabinoïdes ne sont pas mutagènes selon le test d'Ames. Cependant, la fumée de cannabis a été jugée cancérigène chez les rongeurs et mutagène dans le test d'Ames. Corréler la consommation de cannabis avec le développement de cancers humains a été problématique en raison des difficultés à quantifier l'usage de cannabis, des facteurs de confusion non mesurés, et que les cannabinoïdes peuvent avoir des effets anticancéreux.
Selon une revue de 2013 de littérature, la marijuana pourrait être cancérigène, mais il y a des limites méthodologiques dans les études d'où la difficulté d'établir un lien entre la consommation de marijuana et le risque de cancer. Les auteurs disent que le cancer de la vessie semble être lié à l'usage habituel de la marijuana, et qu'il existe un risque de cancer de la tête et du cou chez les utilisateurs à long terme (plus de 20 ans). Gordon et ses collègues ont dit, « il y a un risque accru de cancer (en particulier la tête et du cou, du poumon et de cancer de la vessie) pour ceux qui utilisent de la marijuana sur une période de temps, bien que la longueur de cette période et l'augmentation du risque est incertaine. »
Le cannabis provoquerait une accélération de la croissance des tumeurs dans les cancers de la tête et du cou liées au papillomavirus.

#### Testiculaire
En 2012, WebMD a dit qu'un certain nombre d'études ont suggéré un lien entre l'usage de cannabis et un risque accru de cancer des testicules, mais que le risque global est resté faible et que plus de recherches sont nécessaires pour confirmer les résultats. Selon Gordon et ses collègues : « plusieurs études récentes suggèrent une association entre l'utilisation de la marijuana et les tumeurs germinales testiculaires ».

#### Poumon
Il y a eu un nombre limité d'études qui ont porté sur les effets de fumer du cannabis sur le système respiratoire. La consommation chronique de marijuana est associée à la toux, à la production d'expectorations, à la respiration sifflante et à d'autres symptômes de la bronchite chronique. il n'a pas été démontré que l'usage régulier de cannabis cause des anomalies significatives de la fonction pulmonaire.
Les fumeurs réguliers de cannabis montrent des changements pathologiques dans les cellules pulmonaires similaires à ceux qui précèdent le développement du cancer du poumon chez les fumeurs de tabac. Gordon et ses collègues dans une revue de littérature de 2013 ont dit : « malheureusement, les limitations méthodologiques dans plusieurs des études examinées, y compris le biais de sélection, la petite taille de l'échantillon, la généralisation limitée et le manque d'ajustement pour le tabagisme. à l'utilisation de la marijuana. » En examinant des études ajustées en fonction de l'âge et du tabagisme, ils ont déclaré qu'il existait un risque de cancer du poumon, même après ajustement pour l'usage du tabac, mais que la période pendant laquelle le risque augmente est incertaine.
Une revue de 2013 qui a spécifiquement examiné les effets du cannabis sur le poumon a conclu : « Les résultats d'un nombre limité d'études épidémiologiques bien conçues ne suggèrent pas un risque accru de développer un cancer du poumon ou des voies respiratoires supérieures d'utilisation légère ou modérée, bien que les risques cancérogènes d'une utilisation intensive à long terme soient mitigés. »
En 2013, le Consortium international contre le cancer du poumon n'a constaté aucun risque supplémentaire significatif de cancer du poumon chez les fumeurs qui fumaient également du cannabis. Ils n'ont pas non plus trouvé de risque accru chez les fumeurs de cannabis qui ne consommaient pas de tabac. Ils ont conclu que « nos résultats groupés n'ont montré aucune association significative entre l'intensité, la durée, ou la consommation cumulative de la fumée de cannabis et le risque de cancer du poumon dans l'ensemble ou chez les non-fumeurs. Ils ont mis en garde que « Nos résultats ne peuvent exclure la possibilité que le cannabis puisse présenter une association avec le risque de cancer du poumon à des doses extrêmement élevées ».
La fumée de cannabis contient des milliers de substances chimiques organiques et inorganiques, y compris un grand nombre des mêmes substances cancérigènes que la fumée de tabac. Selon le rapport spécial de 2012 de la British Lung Foundation, le tabagisme est lié à de nombreux effets indésirables, notamment la bronchite et le cancer du poumon, et les possibilités d'avoir un cancer du poumon en consommant du cannabis est plus forte qu'en fumant du tabac. D'après le rapport, près d'un tiers de la population Britannique en 2012 pense que fumer du cannabis n'est pas dangereux pour la santé, donnant un contraste avec la perception du public par rapport aux dangers du tabac (90% des personnes interrogées reconnaît l'impact négatif sur la santé du tabac) et de la malbouffe (80%). La fumée de marijuana figure sur la liste d'avertissement de la Proposition 65 de la Californie comme cancérigène depuis 2009, contrairement aux feuilles et au THC pur .

#### Tête et cou
Un examen des études menées en 2011 aux États-Unis a révélé que même si certains soutenaient l'hypothèse que l'usage de cannabis augmentait le risque de contracter un cancer de la tête et du cou, alors que d'autres facteurs étaient pris en compte. Gordon et ses collègues (2013) ont dit qu'il y avait un risque que ces cancers soient associés à l'usage de la marijuana sur une longue période de temps. Une revue de 2015 n'a trouvé aucune association avec la consommation de cannabis à vie et le développement du cancer de la tête et du cou.
Une étude de 2019 menée par des chercheurs de l'école de médecine de l'Université de Californie à San Diego a conclu qu'il existait en des preuves scientifiques convaincantes que la consommation quotidienne de marijuana pouvait accélérer la croissance des tumeurs dans les cancers de la tête et du cou liés au HPV.

### Effets respiratoires

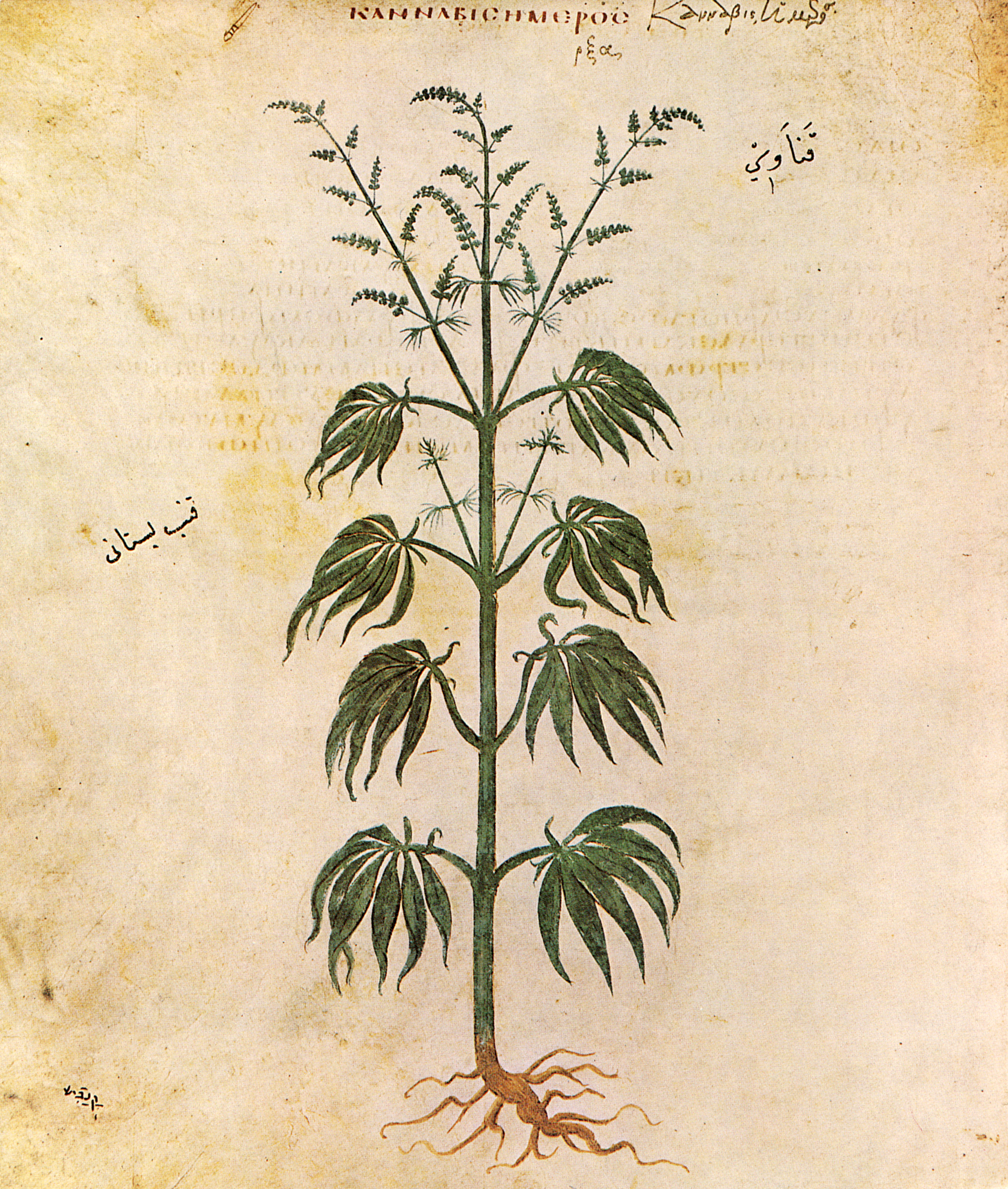
Cannabis sativa from Vienna Dioscurides, 512 AD.

Une revue de la littérature de 2013 par Gordon et ses collègues a conclu que la marijuana inhalée est associée à une maladie pulmonaire, bien que l'examen de Tashkin en 2013 n'ait révélé « aucun lien clair avec la maladie pulmonaire obstructive chronique ».
Parmi les diverses méthodes de consommation de cannabis, le tabagisme est considéré comme le plus nocif ; l'inhalation de fumée provenant de matières organiques peut entraîner divers problèmes de santé (par exemple, toux et expectorations). Les isoprènes aident à moduler et à ralentir les vitesses de réaction, contribuant aux qualités significativement différentes des produits de combustion partielle provenant de diverses sources,.
Fumer du cannabis a été associé à des effets respiratoires néfastes, notamment : toux chronique, respiration sifflante, production d'expectorations et bronchite aiguë. Il a été suggéré que la pratique courante consistant à inhaler du cannabis en fumant profondément et en retenant son souffle pouvait entraîner un pneumothorax. Dans quelques rapports de cas impliquant des patients immunodéprimés, des infections pulmonaires telles que l'aspergillose ont été attribuées au fait de fumer du cannabis contaminé par des champignons. La transmission de la tuberculose a été liée à des techniques d'inhalation de cannabis, telles que le partage de conduites d'eau et le « Hotboxing ».

### Effets sur la reproduction et le système endocrinien
La consommation de marijuana durant la grossesse et, en particulier durant le premier trimestre de gestation, entraîne des conséquences néfastes sur le développement cérébral du fœtus. Les conséquences possibles pour le nouveau-né sont notamment un retard mental, des troubles cognitifs et des désordres comportementaux.
L'exposition du fœtus au cannabis augmente le risque d'autisme chez l'enfant.
Les études ont également montré des retards de croissance du fœtus avec notamment une taille et un périmètre crânien inférieurs à la norme, une diminution du poids du bébé à la naissance.
Un syndrome apparenté au syndrome de sevrage des opiacés est parfois constaté chez les bébés exposés à la marijuana avec des tremblements subtils, des sursauts exagérés et un réflexe de Moro prononcé.
Une étude publiée par les Académies nationales des sciences, de l'ingénierie et de la médecine a cité des preuves significatives d'un lien statistique entre les mères qui fument de la marijuana pendant la grossesse et la baisse du poids de naissance de leurs bébés. La consommation de cannabis pendant la grossesse est associée à des restrictions de la croissance du fœtus, des fausses couches et des déficits cognitifs chez la progéniture. Bien que la majorité des recherches se concentrent sur les effets néfastes de l'alcool, il existe maintenant des preuves que l'exposition prénatale au cannabis a des effets graves sur le cerveau en développement et est associée à des déficits de langage, d'attention, de performance cognitive et de comportement délinquant à l'adolescence". Un rapport préparé pour le Conseil national australien sur les drogues a conclu que le cannabis et d'autres cannabinoïdes sont contre-indiqués pendant la grossesse car ils peuvent interagir avec le système endocannabinoïde.
Le cannabis agirait comme un perturbateur endocrinien avec des troubles de la sexualité et de la reproduction.

### Mortalité
Aucune surdose mortelle associée à l'usage de cannabis n'a été rapportée.